# Lead Balloon
Lead Ballon foi uma série de televisão do Reino Unido do gênero comédia, dirigida e produzida por Alex Hardcastle. 

## Elenco
- Jack Dee,como Rick Spleen
- Raquel Cassidy,como Mel
- Sean Power,como Marty
- Anna Crilly,como Magda
- Antonia Campbell-Hughes,como Sam
- Rasmus Hardiker,como Ben
- Tony Gardner,como Michael
- John Biggins,como Clive Gray/Clive
- Robbie Coltrane,como Donald
- Sophie Winkleman,como Donna
- Alex Lowe,como Phil Randell/Radio DJ
- William Hoyland,como Ambrose
- Will Poulter, menino jogando doce